# مايك ستيفنز (لاعب هوكي الجليد)
مايك ستيفنز هو لاعب هوكي الجليد كندي، ولد في 13 أكتوبر 1950 في وينيبيغ في كندا.

## وصلات خارجية
- مايك ستيفنز (لاعب هوكي الجليد) على موقع EliteProspects.com (الإنجليزية)
- مايك ستيفنز (لاعب هوكي الجليد) على موقع HockeyDB.com (الإنجليزية)
- مايك ستيفنز (لاعب هوكي الجليد) على موقع Hockey-Reference.com (الإنجليزية)